# Karolina Korwin Piotrowska
Karolina Korwin Piotrowska z domu Sommer (ur. 13 stycznia 1971 w Warszawie) – polska dziennikarka radiowa i telewizyjna, felietonistka.

## Rodzina i edukacja
Jej cioteczną prababką była pisarka Gabriela Zapolska, a dziadkiem Jan Piotrowski, współzałożyciel i dziennikarz Polskiego Radia. Ojciec, fotograf Stanisław Sommer, był żołnierzem „Kompanii Warszawskiej”, za co został odznaczony orderem Virtuti Militari, a także walczył w powstaniu warszawskim. Matka z wykształcenia była plastyczką, studiowała na Akademii Sztuk Pięknych w Gdańsku. Rozwiedli się, gdy Karolina była dzieckiem.
Ukończyła historię sztuki, broniąc pracy magisterskiej w 1994 na Uniwersytecie Warszawskim.

## Kariera zawodowa

### Radio
W latach 1993–1995 była związana z Radiem Kolor. W latach 1995–2001 była dziennikarką Radia Zet. Prowadziła audycje, takie jak Klub Radia Zet, Filmzet, Mniej więcej serio czy Weekend z Radiem Zet, w której przeprowadziła wywiady m.in. ze Stevenem Spielbergiem, Sophią Loren i Romanem Polańskim. W Klubie Radia Zet gościła m.in. Jolantę Kwaśniewską, Donalda Tuska, Edytę Górniak, Grzegorza Ciechowskiego, Janusza Głowackiego, Manuelę Gretkowską czy Janusza Gajosa.
Od 8 stycznia 2018 do 15 grudnia 2022 prowadziła razem z Michałem Figurskim poranny program Antyradia – Najgorsze państwo świata. Po odejściu z tej audycji rozpoczęła cykl swojego autorskiego podcastu Pierwsza młodość. Od stycznia 2019 do lipca 2024 była gospodynią filmowej audycji Kino na podsłuchu w Antyradiu, a od października 2024 prowadzi audycję Nowy wspaniały świat na antenie radiowej Jedynki.

### Telewizja
W latach 1994–1998 pracowała w Telewizji Polskiej, gdzie prowadziła dla TVP1 relacje z Festiwalu Polskich Filmów Fabularnych w Gdyni. Była też współprowadzącą (wraz z Marcinem Pawłowskim, a następnie z Tomaszem Kammelem) program Filmidło w TVP1. Od 1998 do 2001 realizowała dla stacji E! Entertainment autorski program E!News, w którym przeprowadzała relacje z festiwali w Cannes i Wenecji. Prowadziła biuro prasowe filmu Pianista w reżyserii Romana Polańskiego.
W kwietniu 2006 rozpoczęła pracę jako prezenterka stacji TVN Style, dla której prowadziła programy Magiel towarzyski (2006–2017) i Sława (2017). W okresie pracy w TVN była także jurorką w pierwszej i drugiej edycji programu Top Model. Zostań modelką (2010–2011) oraz komentatorką życia celebrytów w programie Na językach (2013–2016). W latach 2017–2018 prowadziła na antenie TVN Fabuła autorski program DKF. Z końcem 2018 odeszła z TVN.
Od 16 marca 2019 prowadzi program Aktualności Filmowe+ emitowany na antenie Canal+.

### Prasa
W latach 1997–1998 prowadziła kolumnę filmową w miesięczniku „Cosmopolitan”. Od 2001 do 2002 pisała w kolumnie filmowej miesięcznika „Pani”. W 2002 została szefową działu „Ludzie” w tygodniku „Gala”. Od marca do lipca 2004 stała na czele działu kulturalnego miesięcznika „Marie Claire”. W 2004 została redaktorką naczelną miesięcznika „Sukces”. Zrezygnowała ze stanowiska dwa lata później w atmosferze skandalu, kiedy to sprzeciwiła się wydawcy pisma, który nakazał wyciąć felieton Manueli Gretkowskiej.
W latach 2012–2013 była współwydawcą i redaktorką naczelną magazynu o sztuce „Żurnal”, którego była założycielką. Była felietonistką dwutygodnika „Party”. W latach 2013–2015 prowadziła stałą kolumnę zatytułowaną „Bomba tygodnia” w tygodniku „Wprost”.

### Internet
W 1999 utworzyła dział Grube ryby dla portalu Ahoj.pl. Od 2008 do końca lutego 2010 była redaktorką naczelną portalu rozrywkowego Plejada.pl. Do 2011 kierowała portalem tvn.pl. Pisała felietony do serwisów: onet.pl, o2.pl, opinie.wp.pl oraz wysokieobcasy.pl.

## Wyróżnienia
W 2015 znalazła się na liście najbardziej wpływowych celebrytów tygodnika „Wprost” oraz zajęła 5. lokatę na liście 10 najbardziej wpływowych i opiniotwórczych polskich dziennikarek według „Gazety Wyborczej”. W 2017 została wybrana „Osobowością medialną 10-lecia” w plebiscycie czytelników magazynu „Party”. W 2018 została wybrana z okazji 100-lecia Niepodległości do grupy 100 najważniejszych żyjących Polaków według portalu noizz.pl.

## Publikacje
- 2013: Bomba, czyli alfabet polskiego szołbiznesu (wydawnictwo The Facto),
- 2014: Ćwiartka raz (wydawnictwo Prószyński i S-ka),
- 2016: Krótka książka o miłości (wydawnictwo Prószyński i S-ka),
- 2017: Sława (wydawnictwo Prószyński i S-ka).
- 2019: #wrzenie. Lewaczka, ksiądz i polski kocioł (współautor: Grzegorz Kramer SJ) (wydawnictwo WAM)
- 2021: Reset. Świat na nowo (wydawnictwo Mando)
- 2022: Wszyscy wiedzieli (wydawnictwo Mando)
- 2024: Pierwsza młodość (wydawnictwo W.A.B.)

Źródło: Lubimyczytac.pl.

## Filmografia
- 1997: Ciemna strona Wenus, jako prowadząca uroczystość w pałacu
- 2008: Niania, jako Bianka Mazur (odc. 101)
- 2016: Szkoła uwodzenia Czesława M., jako ona sama
- 2016–2017: Druga szansa, jako ona sama, autorka programu „Magiel towarzyski” (odc. 1, 2, 11, 33)
- 2018: Miłość jest wszystkim, jako dziennikarka tv

Źródło: FilmPolski.pl.